# هربرت اسپنسر گسر
هربرت گسر (انگلیسی: Herbert Spencer Gasser؛ ۵ ژوئیهٔ ۱۸۸۸ – ۱۱ مهٔ ۱۹۶۳) یک دانشمند در زمینه فیزیولوژی اهل ایالات متحده آمریکا بود. 
وی همچنین برنده جوایزی همچون جایزه نوبل فیزیولوژی و پزشکی شده است.